# 제25회 미국 배우 조합상
제25회 미국 배우 조합상은 2018년 뛰어난 활동을 보인 영화 배우를 기리기 위해 2019년 1월에 열린 시상식이다.

## 수상 및 후보

### 영화부문 앙상블상
- 블랙 팬서 - 라이언 쿠글러 수상
- 스타 이즈 본 - 브래들리 쿠퍼
- 블랙클랜스맨 - 스파이크 리
- 보헤미안 랩소디 - 브라이언 싱어
- 크레이지 리치 아시안 - 존 추

### 영화부문 여우주연상
- 더 와이프 - 글렌 클로즈 수상
- 스타 이즈 본 - 레이디 가가
- 메리 포핀스 리턴즈 - 에밀리 블런트
- 더 페이버릿: 여왕의 여자 - 올리비아 콜맨
- 캔 유 에버 포기브 미? - 멜리사 맥카시

### 영화부문 남우주연상
- 보헤미안 랩소디 - 라미 말렉 수상
- 바이스 - 크리스찬 베일
- 스타 이즈 본 - 브래들리 쿠퍼
- 그린 북 - 비고 모텐슨
- 블랙클랜스맨 - 존 데이비드 워싱턴

### 영화부문 여우조연상
- 콰이어트 플레이스 - 에밀리 블런트 수상
- 더 페이버릿: 여왕의 여자 - 엠마 스톤
- 메리 퀸 오브 스코츠 - 마고 로비
- 더 페이버릿: 여왕의 여자 - 레이첼 와이즈
- 바이스 - 에이미 아담스

### 영화부문 남우조연상
- 그린 북 - 마허샬라 알리 수상
- 뷰티풀 보이 - 티모시 샬라메
- 블랙클랜스맨 - 아담 드라이버
- 스타 이즈 본 - 샘 엘리어트
- 캔 유 에버 포기브 미? - 리차드 E. 그랜트

### 영화부문 스턴트 상
- 블랙 팬서 수상
- 앤트맨과 와스프
- 어벤져스: 인피니티 워
- 카우보이의 노래
- 미션 임파서블: 폴아웃

### TV드라마부문 앙상블연기상
- 디스 이즈 어스 수상
- 디 아메리칸즈
- 베터 콜 사울
- 핸드메이즈 테일
- 오자크

### TV드라마부문연기상(여자)
- 킬링 이브 - 산드라 오 수상
- 오자크 - 줄리아 가너
- 오자크 - 로라 리니
- 핸드메이즈 테일 - 엘리자베스 모스
- 하우스 오브 카드 - 로빈 라이트

### TV드라마부문연기상(남자)
- 오자크 - 제이슨 베이트먼 수상
- 디스 이즈 어스 - 스털링 K. 브라운
- 핸드메이즈 테일 - 조셉 파인즈
- 톰 클랜시의 잭 라이언 - 존 크래신스키
- 베터 콜 사울 - 밥 오덴커크

### 코미디부문 앙상블연기상
- 마블러브 미스 메이슬 수상
- 글로우: 레슬링 여인 천하
- 애틀랜타
- 배리
- 코민스키 메소드

### 코미디부문연기상(여자)
- 마블러브 미스 메이슬 - 레이첼 브로스나한 수상
- 마블러브 미스 메이슬 - 알렉스 볼스타인
- 글로우: 레슬링 여인 천하 - 알리슨 브리
- 그레이스 앤 프랭키 - 제인 폰다
- 그레이스 앤 프랭키 - 릴리 톰린

### 코미디부문연기상(남자)
- 마블러브 미스 메이슬 - 토니 샬호브 수상
- 코민스키 메소드 - 알란 아킨
- 코민스키 메소드 - 마이클 더글라스
- 배리 - 빌 헤이더
- 배리 - 헨리 윙클러

### TV영화/미니시리즈부문 연기상(여자)
- 이스케이프 앳 댄모라 - 패트리샤 아퀘트 수상
- 몸을 긋는 소녀 - 에이미 아담스
- 몸을 긋는 소녀 - 패트리시아 클락슨
- 아메리칸 크라임 스토리 - 페넬로페 크루즈
- 매니악 - 엠마 스톤

### TV영화/미니시리즈부문 연기상(남자)
- 아메리칸 크라임 스토리 - 대런 크리스 수상
- 지니어스 - 안토니오 반데라스
- 어 베리 잉글리쉬 스캔들 - 휴 그랜트
- 킹 리어 - 안소니 홉킨스
- 죄인 - 빌 풀만

### TV부문 스턴트 상
- 글로우: 레슬링 여인 천하 수상
- 마블 데어데블
- 톰 클랜시의 잭 라이언
- 워킹 데드
- 웨스트월드

### 공로상
- 알란 알다 수상

## 같이 보기
- 제39회 골든 래즈베리상
- 제46회 애니상
- 제72회 영국 아카데미 영화상
- 제76회 골든 글로브상
- 제91회 아카데미상